# Phasia claripennis
Phasia claripennis là một loài ruồi trong họ Tachinidae.